# Auguste Dide
Auguste Dide (* 4. April 1839 in Vézénobres; † 16. März 1918 in Nizza) war ein französischer Politiker. Er war von 1885 bis 1894 Mitglied des Senats.
Dide ging für sein Jurastudium nach Paris. Dort schloss er sich republikanischen, antinapoleonischen Zeitungen an. Daher wurde er nach dem Orsini-Attentat verhaftet. Er ging danach nach Nizza, kehrte nach Paris zurück und arbeitete für eine protestantische Zeitung (Le protestant libéral). 1885 zog er für das Département Gard in den Senat ein. Bei der folgenden Wahl im Jahr 1894 musste er sich jedoch geschlagen geben. Daraufhin zog er sich aus der Politik zurück. Dide starb 1918 in Nizza.

## Werke (Auswahl)
- J.-J. Rousseau - Le protestantisme et la révolution française. Flammarion, Paris 1910
- L'anarchiste - Pièce en 4 actes. Georg, Genève 1904
- La fin des religions - La légende chrétienne, Michel Servet et Calvin. Flammarion, Paris 1902
- Essai sur la conversion de saint Paul. (Dissertation an der Faculté de théologie protestante de Strasbourg, Université de France). Silbermann, Strasbourg 1864